# Norland
Norland (conocido también como Norwood) fue un lugar designado por el censo ubicado en el condado de Miami-Dade en el estado estadounidense de Florida. En el Censo de 2000 tenía una población de 22.995 habitantes y una densidad poblacional de 2.399,57 personas por km².

## Geografía
Norland se encuentra ubicado en las coordenadas 25°56′50″N 80°12′39″O / 25.94722, -80.21083. Según la Oficina del Censo de los Estados Unidos, Norland tiene una superficie total de 9.58 km², de la cual 9.32 km² corresponden a tierra firme y (2.7%) 0.26 km² es agua.

## Demografía
Según el censo de 2000, había 22.995 personas residiendo en Norland. La densidad de población era de 2.399,57 hab./km². De los 22.995 habitantes, Norland estaba compuesto por el 13%% blancos, el 79.52%% eran afroamericanos, el 0.15%% eran amerindios, el 1.08%% eran asiáticos, el 0%% eran isleños del Pacífico, el 2.18%% eran de otras razas y el 4.07%% pertenecían a dos o más razas. Del total de la población el 9.94%% eran hispanos o latinos de cualquier raza.